# Eugène Lerminier
Pour les articles homonymes, voir Lerminier.
Jean Louis Eugène Lerminier, né le 29 mars 1803 à Paris où il est mort le 25 août 1857, est un juriste et journaliste français.

## Biographie
Juriste et historien du droit, il collabore au journal libéral Le Globe à partir de 1828 et à la Revue des deux Mondes. Il est proche du saint-simonisme et fait partie de l’association « Aide-toi, le ciel t'aidera ». Il contribue aussi à la Revue française créée par Guizot. Il est titulaire de la chaire d’histoire générale et philosophique des législations comparées au Collège de France de 1831 à 1849.
À la suite d'une violente opposition entre légaliste et coutumier, il entre en dissidence  sur le thème de la natalité.
En 1849, à la suite d'une grave blessure au pied ayant entraîné une escarre, il subit une intervention d'urgence par un chirurgien malhabile.
Il sera amputé deux semaines plus tard. La gangrène s'étant installé, il mourra des suites infectieuses en 1857.

## Ouvrages
- De Possessione analytica savignianeae doctrinae expositio, thèse sur Friedrich Carl von Savigny, 1827
- Introduction générale à l’histoire du droit, 1829 Texte en ligne
- Philosophie du droit, 2 tomes, 1831 Tome 1 en ligne
- Lettres philosophiques adressées à un Berlinois, 1832 Texte en ligne
- De l'influence de la philosophie du XVIIIe siècle sur la législation et la sociabilité du XIXe siècle, 1833 Texte en ligne
- Au-delà du Rhin, 2 tomes, 1835 Texte en ligne 1 2
- Études d'histoire et de philosophie, 1836 Texte en ligne
- Cours d'histoire des législations comparées, professé au Collège de France, sténographie des cours, semestre d'été, année scolaire 1835-1836, 1838 Texte en ligne
- Dix ans d'enseignement, 1839 Texte en ligne
- De la littérature révolutionnaire, 1850 Texte en ligne
- Histoire des législateurs et des constitutions de la Grèce antique, 2 vol., 1852 Tome 1 en ligne